# Dynamisk viskositet
Dynamisk viskositet anvendes om en væskes, gas' eller plasmas træghed eller indre friktion. Dynamisk viskositet betegnes i reglen med η (hvilket anvendes af International Union of Pure and Applied Chemistry) og indgår i  de grundlæggende hydrodynamiske ligninger. Væskers viskositet er kraftigt aftagende under stigende temperaturer, mens gassers viskositet vokser under stigende temperaturer. Den dynamiske viskositet antages normalt at være uafhængig af trykket.
Den dynamiske viskositet måles i SI-enheden Pa∙s (pascalsekunder). 
Vand har viskositeten 1793 μPa∙s ved 0 °C og 282 μPa∙s ved 100 °C. 
Ved normalt tryk og temperatur har luft en viskositet på ca. 17 μPa∙s.